# Йотирано а
Ꙗ, ꙗ или Йотираното А, наричана още и Я е буква в старобългарската кирилица. Представлява лигатура, съставена от кирилските букви І и А. В глаголицата липсва, като съответстващите ѝ звукове се предават с буквата Ѣ. Няма числова стойност. В началото на думата и след гласна означава звука /ja/, а след съгласна – омекотяване и звука /а/. В църковнославянската книжнина обикновено се обединява с буквата Ѧ, а така също е и 34-та по ред в азбуката (за взаимната връзка между тези две букви вижте буква Я). В руския граждански шрифт йотираното а липсва, докато в българския граждански шрифт присъства до втората половина на 19 век. В съвременната типография буквата не е оставила никакви следи, тъй като съвременната буква я произлиза от малкия юс (Ѧ).

## Кодиране
В повечето комюптърни кодове тази буква не присъства, тъй като в по-ранните версии на Юникод я обединяват с буквата Я. За първи път йотирано а се появява в излязлата на 4 април 2008 версия 5.1 на Юникод, където са заделени следните кодови позиции: U+A656 (Ꙗ) и U+A657 (ꙗ).